# Somatochlora septentrionalis
Somatochlora septentrionalis là loài chuồn chuồn trong họ Corduliidae. Loài này được Hagen mô tả khoa học đầu tiên năm 1861.